# Черв'яга тоненька
Черв'яга тоненька (Dermophis parviceps) — вид земноводних з роду шкіряста черв'яга родини товстошкірі черв'яги.

## Опис
Загальна довжина досягає 21,7 см. Голова маленька, трохи витягнута, морда заокруглена. Очі помітні скрізь шкіру. Щупальці короткі, знаходяться між очима та ніздрями на кожному боці голови. Тулуб дуже тоненький, стрункий. Має 85—102 первинних та 11—26 вторинних кілець.
Забарвлення спини майже чорне з пурпуровим відтінком. Колір голови коливається від рожевого до сіро-коричневого. Горло, нижня щелепа білуваті. Черево має сірувате забарвлення.

## Спосіб життя
Полюбляє вологі тропічні ліси. Тримається у верхніх шарах ґрунту на глибині 40—60 см, зрідка з'являється на поверхні. Зустрічається на висоті до 1220 метрів над рівнем моря. Живиться переважно хробаками та дрібними наземними комахами.
Самиця народжує до 10 дитинчат у норі у ґрунті.

## Розповсюдження
Поширена у південній Коста-Риці, північно-західної Панамі та північної Колумбії.